# Демедюк, Григорий Васильевич
Григорий Васильевич Демедюк (17 ноября 1922 года, село Поляхово — 19 марта 1994 года, Липецк) — cлесарь-сборщик Липецкого тракторного завода имени XIII съезда КПСС Министерства тракторного и сельскохозяйственного машиностроения СССР. Герой Социалистического Труда (1971).

## Биография
Родился в 1922 году в крестьянской семье в селе Поляхово (сегодня — Хмельницкая область Украины). В раннем возрасте стал сиротой. Воспитывался у родственников, которые в 1938 году переехали в Подмосковье. Трудовую деятельность в 16 лет учеником слесаря-инструментальщика на строительстве дорожного участка. Овладел профессиями тракториста, моториста, сварщика и резчика. С сентября 1941 года участвовал в Великой Отечественной войне. С 1944 года воевал шофёром зенитно-пулемётной роты 53-й мотострелковой бригады 2-го Украинского, 2-го Белорусского, 3-го Белорусского и 1-го Прибалтийского фронтов.
После демобилизации в октябре 1946 года трудился шофёром в Беловежском лесхозе. В 1949 году переехал в Липецк, где стал работать слесарем-сборщиком сборочного цеза Липецкого тракторного завода.
Внёс около сотни рационализаторских предложений, в результате значительно увеличилась производительность труда. Досрочно выполнил личные социалистические обязательства и плановые производственные задания Восьмой пятилетки (1965—1970). Указом Президиума Верховного Совета СССР (неопубликованным) от 5 апреля 1971 года «за особые заслуги в выполнении заданий пятилетнего плана по развитию тракторного и сельскохозяйственного машиностроения и достижение высоких производственных показателей» удостоен звания Героя Социалистического Труда с вручением ордена Ленина и золотой медали Серп и Молот.
Проработал на Липецком тракторном заводе более тридцати лет до выхода на пенсию в 1982 году.
Проживал в Липецке, где скончался 19 марта 1994 года.
Награды
- Герой Социалистического Труда
- Орден Ленина
- Орден Красной Звезды — дважды (31.10.1944; 08.05.1945)
- Орден Отечественной войны 2 степени (11.03.1985)
- Орден Славы 3 степени (03.04.1945)
- Медаль «За отвагу» (15.09.1944)
- Медаль «За трудовое отличие» (05.08.1966)
- Почётный гражданин Липецка (1983)